# 圣多纳托-迪尼内阿
圣多纳托-迪尼内阿（義大利語：San Donato di Ninea），是意大利科森扎省的一个市镇。总面积81平方公里，人口1542人，人口密度19.0人/平方公里（2009年）。ISTAT代码为078115。